# Perényi
A Perényi régi magyar családnév, amely a származási helyre utalhat: Perény (Szlovákia, korábban Abaúj-Torna vármegye).

## Híres Perényi családok
- Perényi család

## Híres Perényi nevű személyek
- Perényi Eszter (1943) magyar hegedűművész
- Perényi Gábor (1532–1567) országbíró, a reformáció elkötelezett híve
- Perényi Imre (? –1519) nádor
- Perényi László (1910–1993) magyar színész
- Perényi Miklós (1948) magyar gordonkaművész
- Perényi Péter (1502 körül – 1548) koronaőr
- Perényi Szabolcs (1982) romániai magyar labdarúgó
- Perényi Zsigmond (1783–1849), nagybirtokos, Ugocsa vármegye főispánja
- Perényi Zsigmond (1870–1946), magyar politikus